# Boophis xerophilus
Boophis xerophilus is een kikker uit de familie gouden kikkers (Mantellidae). De soort werd voor het eerst wetenschappelijk beschreven door Frank Glaw en Miguel Vences in 1997. De soort behoort tot het geslacht Boophis.

## Leefgebied
De kikker is endemisch in Madagaskar. De soort komt voor in het westen en zuiden van het eiland op een hoogte van ongeveer 100 meter boven zeeniveau. De soort komt ook voor in het Kirindy Forest en het Berenty-reservaat.